# Efekt Warburga (medycyna)
Efekt Warburga (inaczej glikoliza tlenowa) – proces metabolizowania glukozy do mleczanu przez komórki nowotworowe, po raz pierwszy odkryty w 1920 roku przez biochemika Otto Warburga, na którego cześć proces ten nazwano.